# Biblioteka uruchomieniowa
Biblioteka uruchomieniowa (ang. runtime library) – zestaw funkcji wyłączonych z kompilacji kodu programu do biblioteki programistycznej, która jest częścią środowiska uruchomieniowego, wykorzystywana (wołana) w trakcie działania (ang. run time) danego programu komputerowego w konkretnym środowisku uruchomieniowym. Biblioteki te stosuje się w celu standaryzacji, funkcjonalnej powtarzalności i efektywności działania systemu. Można kompilować kody programów bez linkowania do bibliotek uruchomieniowych, lecz wtedy tak skompilowane programy zajmowałyby znacznie więcej pamięci.
Środowisko uruchomieniowe (środowisko wykonawcze) – współpracuje z systemem operacyjnym i różni się w zależności od samego systemu lub języka programowania.
Początkowo środowiska uruchomieniowe (np. dla Fortranu) zapewniały przede wszystkim funkcje matematyczne. Później (np. przy C) poszerzono je o podstawowe zarządzanie pamięcią, umożliwiające dynamiczne jej przydzielanie. Obecnie środowiska języków programowania obiektowego dodatkowo zawierają zaawansowane funkcje do zarządzania pamięcią (np. tzw. garbage collection), często łącząc je ze wspomaganiem obiektów.
Nowsze języki programowania mają znacznie większe środowiska uruchomieniowe, co wiąże się z ich większą funkcjonalnością. Wiele języków programowania zorientowanych obiektowo ma dodatkowo system zwany dispatcherem lub classloaderem. Przykładem może być tu wirtualna maszyna Javy (JVM) interpretująca przenośne programy Javy zapisane w kodzie bajtowym.